# Сугрюм
Сугрюм — река в России, протекает по Горномарийскому району Республики Марий Эл. Впадает в Чебоксарское водохранилище, до его создания устье реки находилось в 21 км по левому берегу реки Ветлуги. Длина реки составляет 14 км.
Исток расположен в обширных болотах южнее деревни Красное Иваново в 19 км к северо-западу от Козьмодемьянска. Течёт на юг по ненаселённому заболоченному лесу.

## Данные водного реестра
По данным государственного водного реестра России относится к Верхневолжскому бассейновому округу, водохозяйственный участок реки — Ветлуга от города Ветлуга и до устья, речной подбассейн реки — Волга от впадения Оки до Куйбышевского водохранилища (без бассейна Суры). Речной бассейн реки — (Верхняя) Волга до Куйбышевского водохранилища (без бассейна Оки).
По данным геоинформационной системы водохозяйственного районирования территории РФ, подготовленной Федеральным агентством водных ресурсов:
- Код водного объекта в государственном водном реестре — 08010400212110000043885
- Код по гидрологической изученности (ГИ) — 110004388
- Код бассейна — 08.01.04.002
- Номер тома по ГИ — 10
- Выпуск по ГИ — 0